# Falvy
Falvy là một xã ở tỉnh Somme, vùng Hauts-de-France, Pháp.

## Địa lý
Thị trấn này tọa lạc trên đường D103, hai bên bờ sông Somme, khoảng 19 dặm Anh về phía tây của Saint Quentin.

## Dân số
| 1954                                                           | 1962 | 1968 | 1975 | 1982 | 1990 | 1999 |
| -------------------------------------------------------------- | ---- | ---- | ---- | ---- | ---- | ---- |
| 138                                                            | 117  | 118  | 108  | 116  | 106  | 100  |
| Số liệu điều tra dân số từ năm 1962, dân số không tính hai lần |      |      |      |      |      |      |

## Địa điểm nổi bật

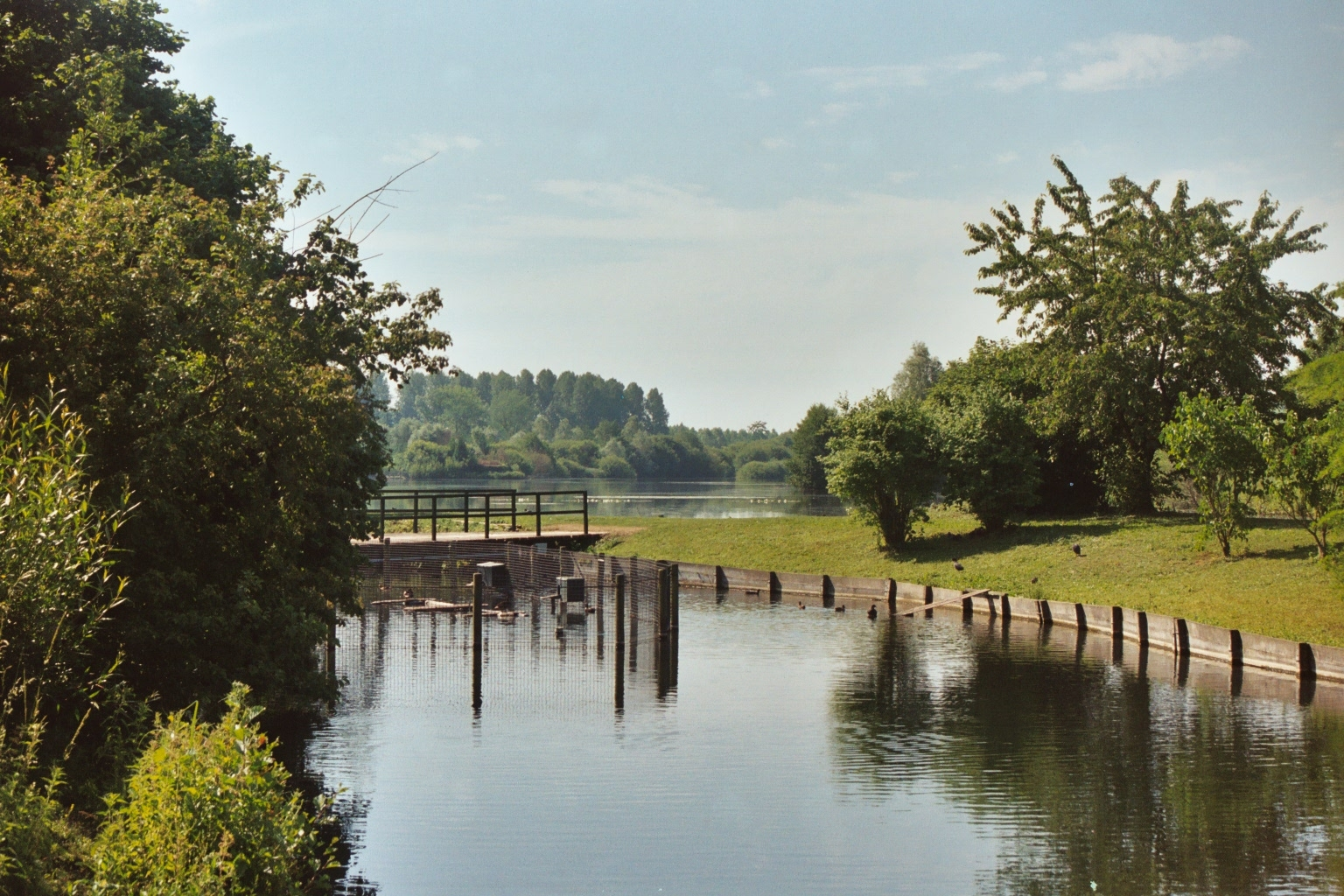
Hồ Falvy

- Giáo đường Saint Benoite.
- Hồ Falvy